# کنوانسیون وین درباره روابط کنسولی

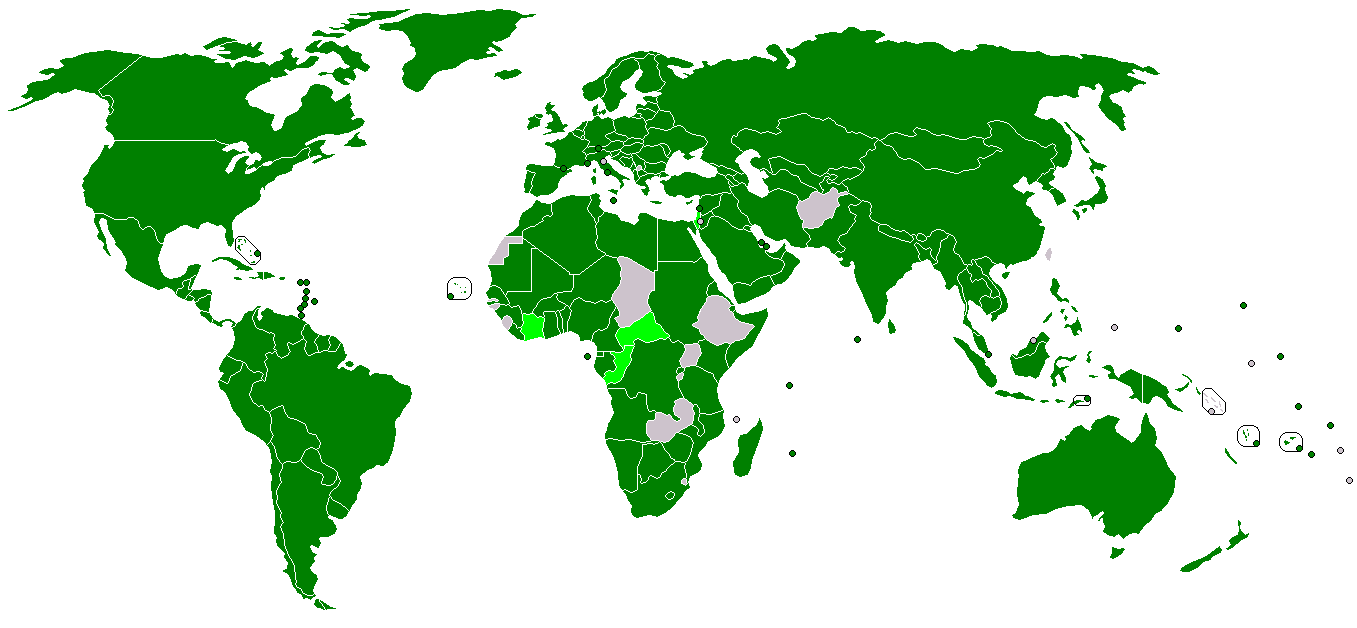
سبز تیره: کشورهایی که کنوانسیون را تصویب کرده‌اند. سبز روشن: کشورهایی که کنوانسیون را امضا ولی تصویب کرده‌اند.

کنوانسیون وین دربارهٔ روابط کنسولی یک معاهده بین‌المللی در مورد روابط کنسولی میان کشورهای مختلف است که در ۲۴ آوریل ۱۹۶۳ در وین به تصویب رسیده و تاکنون در ۱۷۳ کشور اعتبار قانونی یافته است.
این کنوانسیون از ۷۹ ماده در چهار فصل تنظیم شده است و دو پروتکل اختیاری در مورد «حل اجباری اختلافات» و «تحصیل تابعیت» نیز دارد. متن اصلی قرارداد به ۵ زبان انگلیسی، فرانسوی، چینی، روسی و اسپانیایی است که همگی ارزش برابر دارند.

## تاریخچه
این کنوانسیون در کمیسیون حقوق بین‌الملل سازمان ملل نوشته شد. کار بر روی آن از سال ۱۹۵۵ آغاز و طرح نهایی آن در قطعنامه ۱۶۸۵ به تصویب مجمع عمومی رسید و در یک کنفرانس بین‌المللی در وین در آوریل ۱۹۶۲ اجماع نهایی در مورد مفاد آن به دست آمد. تصویب این کنوانسیون یک سال بعد در آوریل ۱۹۶۳ صورت گرفت.